# Courrensan
Courrensan est une commune française située dans le nord du département du Gers en région Occitanie. Sur le plan historique et culturel, la commune est dans le Bas-Armagnac, ou Armagnac noir, un pays s'inscrivant entre les vallées de l'Auzoue, la Gélise, la Douze et du Midou.
Exposée à un climat océanique altéré, elle est drainée par l'Osse, l'Auzoue, l'Izaute et par divers autres petits cours d'eau. La commune possède un patrimoine naturel remarquable composé de deux zones naturelles d'intérêt écologique, faunistique et floristique.
Courrensan est une commune rurale qui compte 394 habitants en 2022, après avoir connu un pic de population de 1 093 habitants en 1841.  Ses habitants sont appelés les Courrensannais ou  Courrensannaises.
Le patrimoine architectural de la commune comprend un immeuble protégé au titre des monuments historiques : le château, inscrit en 1979.

## Géographie

### Localisation
Emergeant d'un coteau de Gascogne, Courrensan est située à 5 km de Gondrin, 12 km d'Eauze, le chef-lieu de canton, 13 km de Vic Fezensac et 24 km de Condom, le chef-lieu d'arrondissement.

### Communes limitrophes

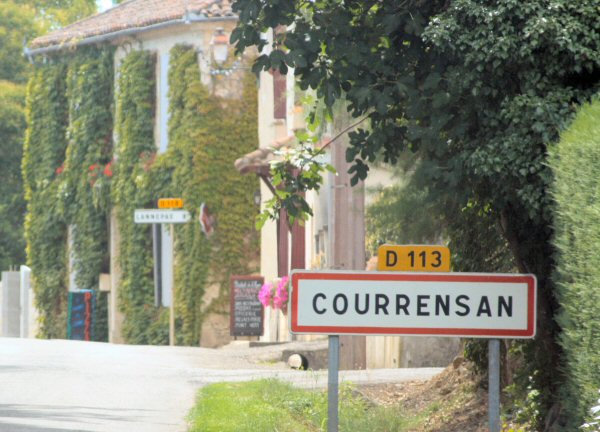
Entrée du village, en venant de Gondrin.

Les communes limitrophes sont  Eauze, Gondrin, Justian, Lagraulet-du-Gers, Lannepax, Mourède et Roques.
| Lagraulet-du-Gers | Gondrin    |                                       |
| Eauze             | Courrensan | Roques                                |
|                   | Lannepax   | Justian, Mourède (par un quadripoint) |

### Géologie et relief
Courrensan se situe en zone de sismicité 1 (sismicité très faible).

### Hydrographie

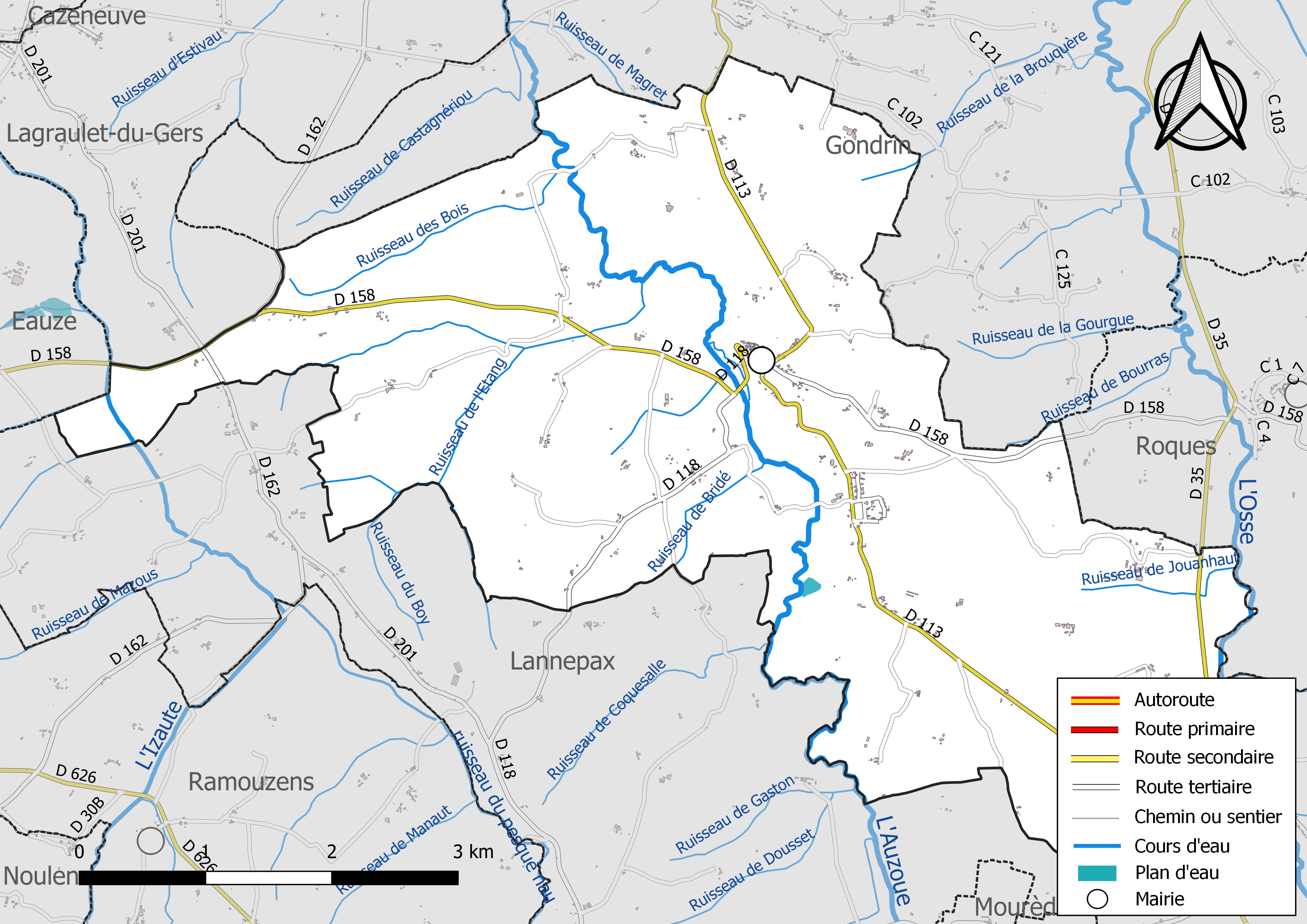
Réseaux hydrographique et routier de Courrensan.

La commune est dans le bassin de la Garonne, au sein du bassin hydrographique Adour-Garonne. Elle est drainée par l'Osse, l'Auzoue, l'Izaute, un bras de l'Auzoue, le ruisseau de Bourras, le ruisseau de Bridé, le ruisseau de Canard, le ruisseau de Coquesalle, le ruisseau de Jouanhaut, le ruisseau de la Brouquère, le ruisseau de l'Etang, le ruisseau de Magret, le ruisseau de Ouardère, le ruisseau des Bois, et par divers petits cours d'eau, qui constituent un réseau hydrographique de 24 km de longueur totale,.
L'Osse, d'une longueur totale de 120,3 km, prend sa source dans la commune de Bernadets-Debat et s'écoule vers le nord. Il traverse la commune et se jette dans la Gélise à Andiran, après avoir traversé 36 communes.
L'Auzoue, d'une longueur totale de 74,3 km, prend sa source dans la commune de Mascaras et s'écoule vers le nord. Il traverse la commune et se jette dans la Gélise à Réaup-Lisse, après avoir traversé 19 communes.
L'Izaute, d'une longueur totale de 37,5 km, prend sa source dans la commune de Dému et s'écoule vers le nord. Il traverse la commune et se jette dans la Gélise à Castelnau d'Auzan Labarrère, après avoir traversé 11 communes.

### Climat
Pour des articles plus généraux, voir Climat de l'Occitanie et Climat du Gers.
En 2010, le climat de la commune est de type climat du Bassin du Sud-Ouest, selon une étude s'appuyant sur une série de données couvrant la période 1971-2000. En 2020, Météo-France publie une typologie des climats de la France métropolitaine dans laquelle la commune est exposée à un climat océanique altéré et est dans la région climatique Aquitaine, Gascogne, caractérisée par une pluviométrie abondante au printemps, modérée en automne, un faible ensoleillement au printemps, un été chaud (19,5 °C), des vents faibles, des brouillards fréquents en automne et en hiver et des orages fréquents en été (15 à 20 jours).
Pour la période 1971-2000, la température annuelle moyenne est de 13,7 °C, avec une amplitude thermique annuelle de 15,1 °C. Le cumul annuel moyen de précipitations est de 823 mm, avec 10 jours de précipitations en janvier et 6,8 jours en juillet. Pour la période 1991-2020, la température moyenne annuelle observée sur la station météorologique la plus proche, située sur la commune de Beaucaire à 11 km à vol d'oiseau, est de 13,8 °C et le cumul annuel moyen de précipitations est de 775,9 mm,. Pour l'avenir, les paramètres climatiques de la commune estimés pour 2050 selon différents scénarios d'émission de gaz à effet de serre sont consultables sur un site dédié publié par Météo-France en novembre 2022.

### Milieux naturels et biodiversité
L’inventaire des zones naturelles d'intérêt écologique, faunistique et floristique (ZNIEFF) a pour objectif de réaliser une couverture des zones les plus intéressantes sur le plan écologique, essentiellement dans la perspective d’améliorer la connaissance du patrimoine naturel national et de fournir aux différents décideurs un outil d’aide à la prise en compte de l’environnement dans l’aménagement du territoire.
Une ZNIEFF de type 1 est recensée sur la commune :
la « forêt de Gondrin » (315 ha), couvrant 3 communes du département et une ZNIEFF de type 2, : 
« l'Izaute et milieux annexes » (2 772 ha), couvrant 13 communes dont 12 dans le Gers et une dans le Lot-et-Garonne.

Carte des ZNIEFF de type 1 et 2 à Courrensan.
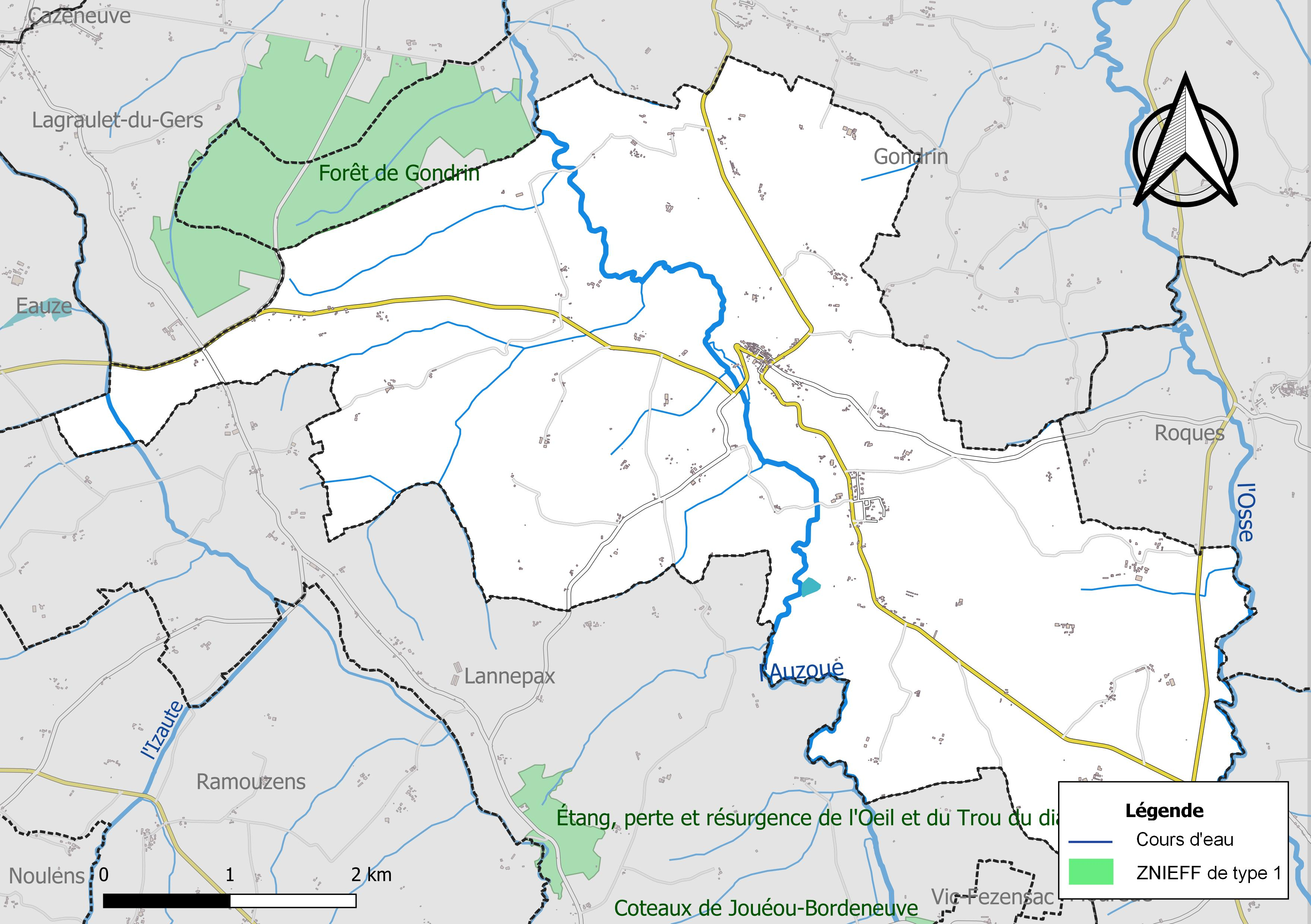
Carte de la ZNIEFF de type 1 sur la commune.
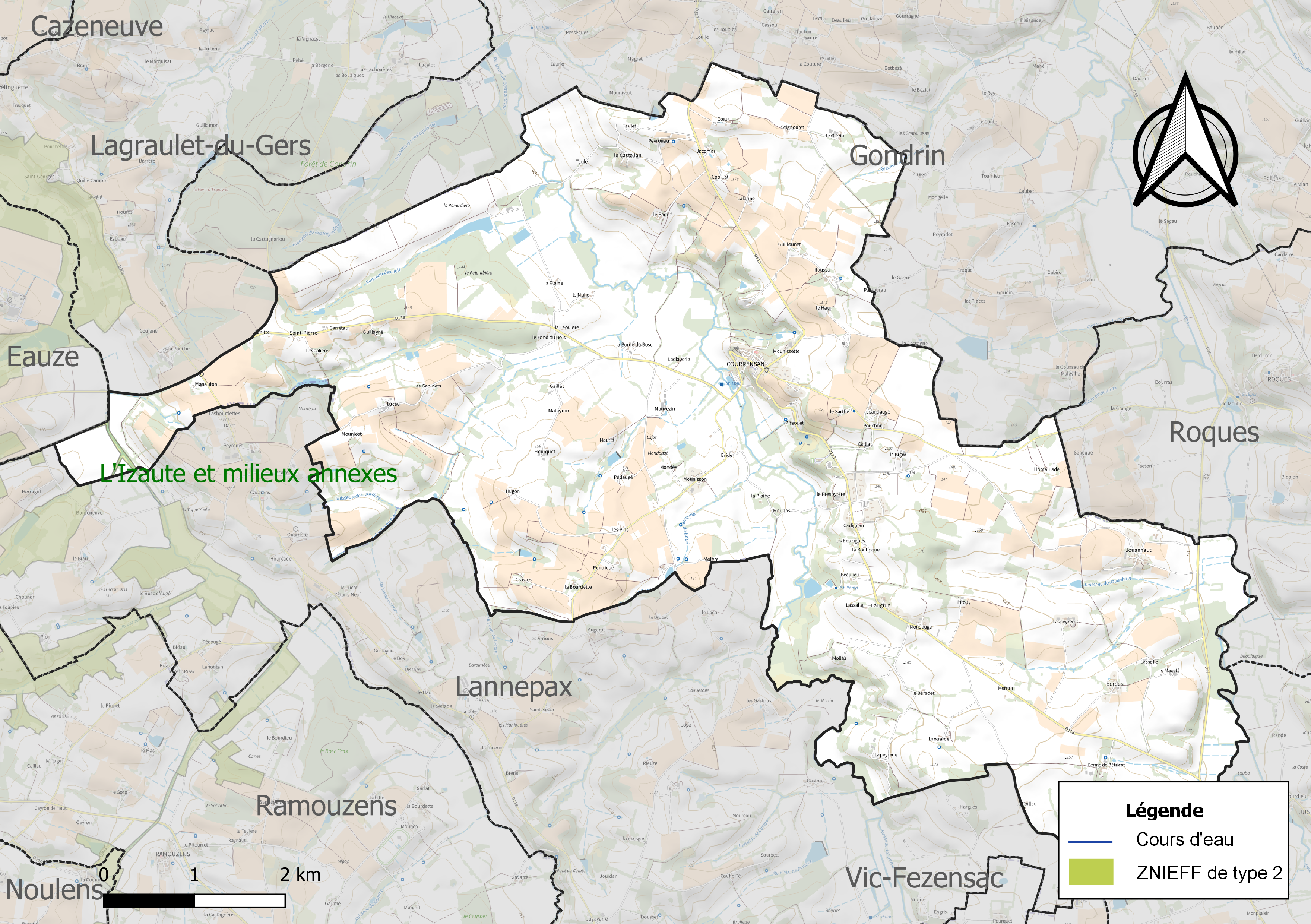
Carte de la ZNIEFF de type 2 sur la commune.

## Urbanisme

### Typologie
Au 1er janvier 2024, Courrensan est catégorisée commune rurale à habitat très dispersé, selon la nouvelle grille communale de densité à sept niveaux définie par l'Insee en 2022.
Elle est située hors unité urbaine et hors attraction des villes,.

### Occupation des sols
L'occupation des sols de la commune, telle qu'elle ressort de la base de données européenne d’occupation biophysique des sols Corine Land Cover (CLC), est marquée par l'importance des territoires agricoles (96,8 % en 2018), une proportion identique à celle de 1990 (96,8 %). La répartition détaillée en 2018 est la suivante : 
zones agricoles hétérogènes (45,8 %), cultures permanentes (28,3 %), terres arables (17,2 %), prairies (5,5 %), forêts (3,2 %). L'évolution de l’occupation des sols de la commune et de ses infrastructures peut être observée sur les différentes représentations cartographiques du territoire : la carte de Cassini (XVIIIe siècle), la carte d'état-major (1820-1866) et les cartes ou photos aériennes de l'IGN pour la période actuelle (1950 à aujourd'hui).

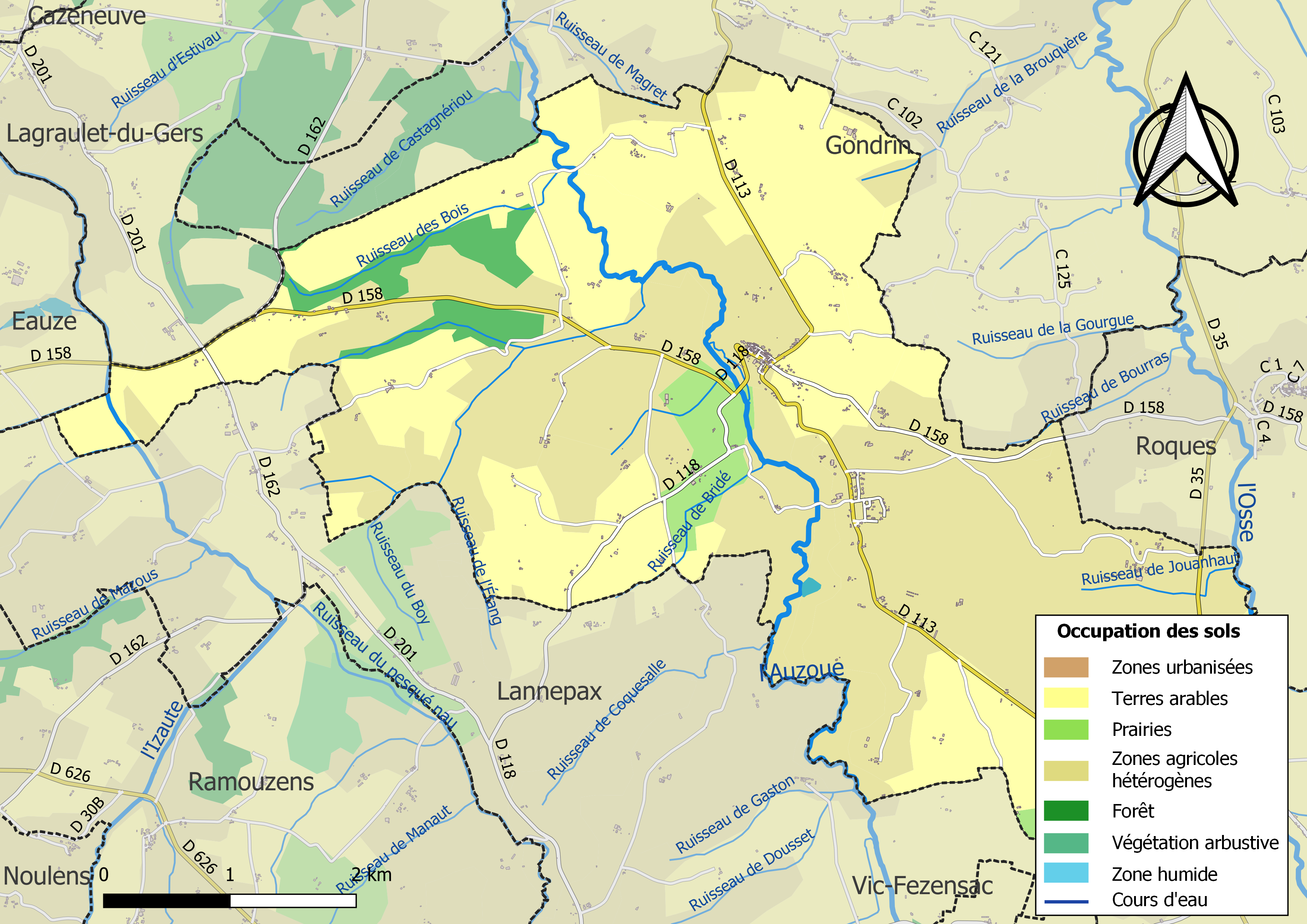
Carte des infrastructures et de l'occupation des sols de la commune en 2018 (CLC).

### Risques majeurs
Le territoire de la commune de Courrensan est vulnérable à différents aléas naturels : météorologiques (tempête, orage, neige, grand froid, canicule ou sécheresse) et séisme (sismicité très faible). Un site publié par le BRGM permet d'évaluer simplement et rapidement les risques d'un bien localisé soit par son adresse soit par le numéro de sa parcelle.

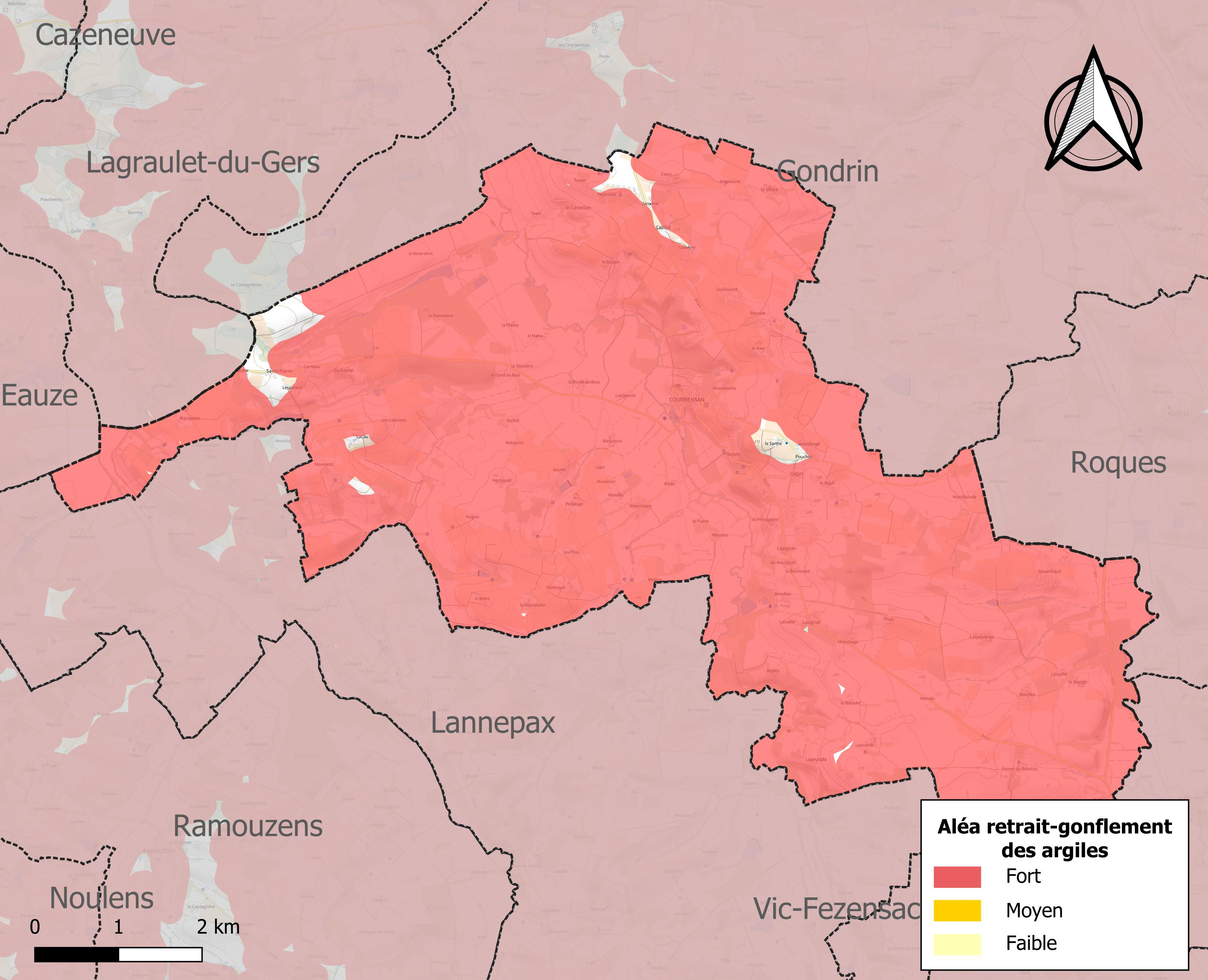
Carte des zones d'aléa retrait-gonflement des sols argileux de Courrensan.

Le retrait-gonflement des sols argileux est susceptible d'engendrer des dommages importants aux bâtiments en cas d’alternance de périodes de sécheresse et de pluie. 97,8 % de la superficie communale est en aléa moyen ou fort (94,5 % au niveau départemental et 48,5 % au niveau national). Sur les 257 bâtiments dénombrés sur la commune en 2019, 248 sont en aléa moyen ou fort, soit 96 %, à comparer aux 93 % au niveau départemental et 54 % au niveau national. Une cartographie de l'exposition du territoire national au retrait gonflement des sols argileux est disponible sur le site du BRGM,.
Par ailleurs, afin de mieux appréhender le risque d’affaissement de terrain, l'inventaire national des cavités souterraines permet de localiser celles situées sur la commune.
La commune a été reconnue en état de catastrophe naturelle au titre des dommages causés par les inondations et coulées de boue survenues en 1999 et 2009. Concernant les mouvements de terrains, la commune a été reconnue en état de catastrophe naturelle au titre des dommages causés par la sécheresse en 1989 et 2017 et par des mouvements de terrain en 1999.

## Histoire
Le toponyme Courrensan proviendrait de l'époque gallo-romaine, du nom d'un certain Corenthus qui aurait habité une villa au lieu-dit le Glézia.
Le glissement phonétique de Corenthus à Courrensan se serait produit au Moyen Âge.
En 1062, le nom de Courrensan apparaît avec une école monastique rattachée à un prieuré clunisien dépendant du monastère de Saint-Mont. Le château féodal et le castelnau attenant datent très certainement de cette époque.

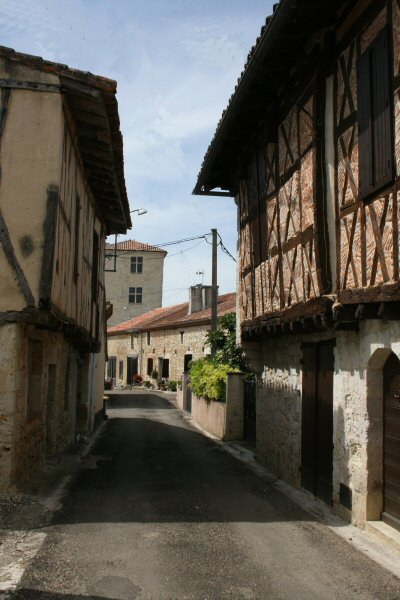
Maisons médiévales à colombages dans la rue menant au château.

L'agglomération, excentrée, était séparée du château par un fossé.
Au XIIIe siècle se développe un second village que le cadastre ancien appelle bastide, édification à laquelle œuvra particulièrement Bernard de Trencaléon, seigneur de Courrensan.
Sa protection se caractérisait à l'est par une double rangée de fossés, au nord par une motte, au sud par deux lignes de fortifications, alors qu'à l'extrême ouest une tour contrôlait le franchissement de l'Auzoue.
De 1436 à 1440, des hordes de routiers dévastent la région.
En 1579, le château est pillé par Rison, un capitaine protestant.
À la suite des mouvements insurrectionnels du début du XVIIe siècle, Courrensan perdit sans doute sa ceinture de pierre, quand Richelieu fit abattre les tours et raser les remparts.
Le château passe aux mains des Fimarcon puis des Labarthe, Astarac, Rochechouart, et Montesquiou. En 1751, il est vendu à Gérard Dupleix. Pendant la Révolution, sous la Terreur, toutes les cloches, tous les objets de culte en argent et en vermeil furent expédiés à Condom par le directoire courrensannais afin d'alimenter l'effort de guerre.
En 1838, les Dupleix vendent le château à la commune.
En 1848-1851, la IIe République est accueillie avec enthousiasme ; un arbre de la Liberté, qui existe toujours, est planté.
En 1887, une des tours du château édifiées par les Labarthe au XVIe siècle s'écroule.
Vendu aux enchères en 1965, le château est acquis par la famille Devedjian.

## Politique et administration

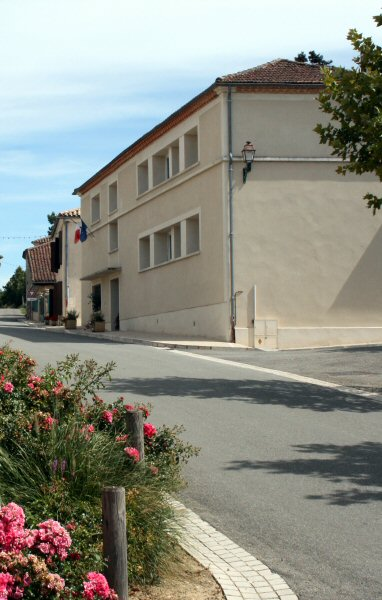
Mairie de Courrensan.

| Période                                  | Période  | Identité         | Étiquette | Qualité     |
| ---------------------------------------- | -------- | ---------------- | --------- | ----------- |
| mars 2001                                | 2014     | Honorine Burgan  | DVG       |             |
| mars 2014                                | 2020     | Roland Billères  | DVG       | Agriculteur |
| 2020                                     | En cours | Bernard Tauziede |           |             |
| Les données manquantes sont à compléter. |          |                  |           |             |

## Démographie
L'évolution du nombre d'habitants est connue à travers les recensements de la population effectués dans la commune depuis 1793. Pour les communes de moins de 10 000 habitants, une enquête de recensement portant sur toute la population est réalisée tous les cinq ans, les populations de référence des années intermédiaires étant quant à elles estimées par interpolation ou extrapolation. Pour la commune, le premier recensement exhaustif entrant dans le cadre du nouveau dispositif a été réalisé en 2005.

En 2022, la commune comptait 394 habitants, en évolution de −2,96 % par rapport à 2016 (Gers : +1,04 %, France hors Mayotte : +2,11 %).
| 1793 | 1800 | 1806 | 1821 | 1831  | 1841  | 1846  | 1851 | 1856 |
| ---- | ---- | ---- | ---- | ----- | ----- | ----- | ---- | ---- |
| 950  | 811  | 916  | 990  | 1 024 | 1 093 | 1 063 | 992  | 960  |

| 1861 | 1866 | 1872 | 1876 | 1881 | 1886 | 1891 | 1896 | 1901 |
| ---- | ---- | ---- | ---- | ---- | ---- | ---- | ---- | ---- |
| 930  | 958  | 869  | 834  | 854  | 860  | 825  | 740  | 697  |

| 1906 | 1911 | 1921 | 1926 | 1931 | 1936 | 1946 | 1954 | 1962 |
| ---- | ---- | ---- | ---- | ---- | ---- | ---- | ---- | ---- |
| 700  | 637  | 617  | 636  | 654  | 645  | 605  | 565  | 533  |

| 1968 | 1975 | 1982 | 1990 | 1999 | 2005 | 2006 | 2010 | 2015 |
| ---- | ---- | ---- | ---- | ---- | ---- | ---- | ---- | ---- |
| 461  | 457  | 383  | 369  | 375  | 367  | 371  | 391  | 410  |

| 2020 | 2022 | - | - | - | - | - | - | - |
| ---- | ---- | - | - | - | - | - | - | - |
| 397  | 394  | - | - | - | - | - | - | - |

## Économie

### Revenus
En 2018  (données Insee publiées en septembre 2021), la commune compte 175 ménages fiscaux, regroupant 388 personnes. La médiane du revenu disponible par unité de consommation est de 20 960 € (20 820 € dans le département).

### Emploi
|                | 2008  | 2013  | 2018  |
| -------------- | ----- | ----- | ----- |
| Commune        | 3,6 % | 9,1 % | 4,5 % |
| Département    | 6,1 % | 7,5 % | 8,2 % |
| France entière | 8,3 % | 10 %  | 10 %  |

En 2018, la population âgée de 15 à 64 ans s'élève à 245 personnes, parmi lesquelles on compte 78,2 % d'actifs (73,7 % ayant un emploi et 4,5 % de chômeurs) et 21,8 % d'inactifs,. Depuis 2008, le taux de chômage communal (au sens du recensement) des 15-64 ans est inférieur à celui de la France et du département.
La commune est hors attraction des villes,. Elle compte 87 emplois en 2018, contre 88 en 2013 et 91 en 2008. Le nombre d'actifs ayant un emploi résidant dans la commune est de 185, soit un indicateur de concentration d'emploi de 47,2 % et un taux d'activité parmi les 15 ans ou plus de 56,2 %.
Sur ces 185 actifs de 15 ans ou plus ayant un emploi, 55 travaillent dans la commune, soit 30 % des habitants. Pour se rendre au travail, 82,5 % des habitants utilisent un véhicule personnel ou de fonction à quatre roues, 0,5 % les transports en commun, 7 % s'y rendent en deux-roues, à vélo ou à pied et 9,8 % n'ont pas besoin de transport (travail au domicile).

### Activités hors agriculture

#### Secteurs d'activités
29 établissements sont implantés  à Courrensan au 31 décembre 2019. Le tableau ci-dessous en détaille le nombre par secteur d'activité et compare les ratios avec ceux du département,.
Le secteur de la construction est prépondérant sur la commune puisqu'il représente 27,6 % du nombre total d'établissements de la commune (8 sur les 29 entreprises implantées  à Courrensan), contre 14,6 % au niveau départemental.

#### Entreprises et commerces
Les deux entreprises ayant leur siège social sur le territoire communal qui génèrent le plus de chiffre d'affaires en 2020 sont : 
- Mj-Loc, location et location-bail de machines et équipements agricoles (375 k€)
- EURL Antoniolli Patrick, travaux de maçonnerie générale et gros œuvre de bâtiment (96 k€)

### Agriculture
La commune est dans le Ténarèze, une petite région agricole occupant le centre du département du Gers, faisant transition entre lʼAstarac “pyrénéen”, dont elle est originaire et dont elle prolonge et atténue le modelé, et la Gascogne garonnaise dont elle annonce le paysage. En 2020, l'orientation technico-économique de l'agriculture  sur la commune est la polyculture et/ou le polyélevage.
|               | 1988  | 2000  | 2010  | 2020  |
| ------------- | ----- | ----- | ----- | ----- |
| Exploitations | 53    | 44    | 33    | 29    |
| SAU (ha)      | 2 111 | 1 899 | 1 635 | 1 689 |

Le nombre d'exploitations agricoles en activité et ayant leur siège dans la commune est passé de 53 lors du recensement agricole de 1988  à 44 en 2000 puis à 33 en 2010 et enfin à 29 en 2020, soit une baisse de 45 % en 32 ans. Le même mouvement est observé à l'échelle du département qui a perdu pendant cette période 51 % de ses exploitations,. La surface agricole utilisée sur la commune a également diminué, passant de 2 111 ha en 1988 à 1 689 ha en 2020. Parallèlement la surface agricole utilisée moyenne par exploitation a augmenté, passant de 40 à 58 ha.

## Culture locale et patrimoine

### Lieux et monuments
- Château de Courrensan ( Inscrit MH (1979)) : château d'origine médiévale et remanié au XVIIIe siècle[32].
- Église Sainte-Madeleine de Courrensan.
- Église Saint-Jean de Cadignan.

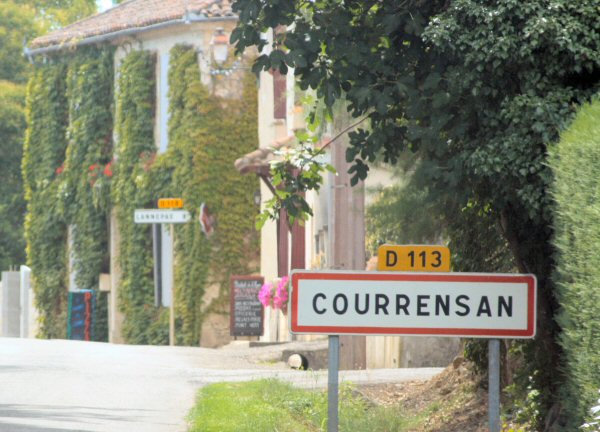
Entrée de Courrensan, depuis Gondrin
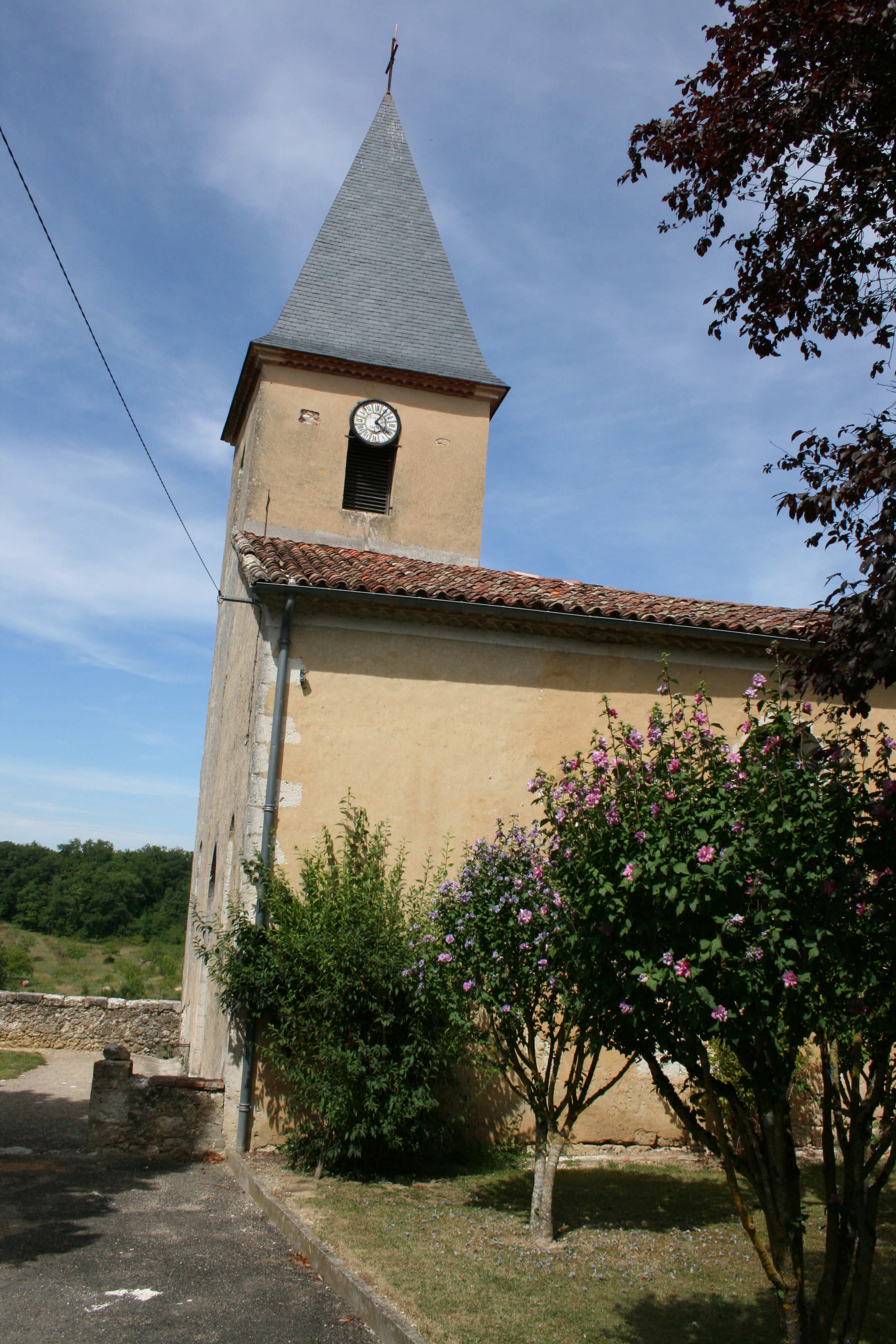
Église Sainte-Madeleine de Courrensan

### Personnalités liées à la commune
- Patrick Devedjian (1944-2020) : homme politique français, sa famille acquiert le château de Courrensan dans les années 60 et en sera propriétaire jusqu'à son décès[33]. Il est inhumé au cimetière du village.
- Jacques Brunel (1954-) : joueur et entraineur de rugby à XV, né à Courrensan.